# STS-105
STS-105 foi uma missão do ônibus espacial Discovery à Estação Espacial Internacional, lançada de Cabo Canaveral em 10 de agosto de 2001.

## Tripulação
| Posição                  | Tripulantes             | Duração          | Pousou na |
| ------------------------ | ----------------------- | ---------------- | --------- |
| Comandante               | Scott J. Horowitz       | 11d 21h 12m 44s  | STS-105   |
| Piloto                   | Frederick W. Sturckow   | 11d 21h 12m 44s  | STS-105   |
| Especialista de Missão 1 | Patrick G. Forrester    | 11d 21h 12m 44s  | STS-105   |
| Especialista de Missão 2 | Daniel T. Barry         | 11d 21h 12m 44s  | STS-105   |
| Especialista de Missão 3 | Frank L. Culbertson Jr. | 128d 20h 44m 57s | STS-108   |
| Especialista de Missão 4 | Mikhail Tyurin          | 128d 20h 44m 57s | STS-108   |
| Especialista de Missão 5 | Vladimir N. Dejurov     | 128d 20h 44m 57s | STS-108   |

### Retornando da ISS
| Posição           | Tripulantes     | Duração          | Lançou na |
| ----------------- | --------------- | ---------------- | --------- |
| Tripulante da ISS | Iuri V. Usachev | 167d 06h 40m 49s | STS-102   |
| Tripulante da ISS | James S. Voss   | 167d 06h 40m 49s | STS-102   |
| Tripulante da ISS | Susan J. Helms  | 167d 06h 40m 49s | STS-102   |

## Missão
Essa foi a última missão da Discovery durante quatro anos, até julho de 2005, porque após este voo a nave foi mantida em solo, para uma modernização de vários de seus componentes e, quando estava pronta para entrar novamente em serviço, todos os ônibus espaciais foram mantidos em terra por dois anos, a partir de fevereiro de 2003, devido à tragédia da Columbia, para reavaliação completa da proteção anti-térmica das naves.
O principal objetivo da missão foi fazer a troca de tripulação da ISS e entregar mantimentos e realizar experiências no espaço utilizando o módulo italiano multi-uso italiano Leonardo. A tripulação da Discovery também realizou duas atividades extraveiculares durante a missão de doze dias.